# Каскалес (кантон)
Каскалес (исп. Cascales) — один из 7 кантонов эквадорской провинции Сукумбиос. Площадь составляет 1248 км². Население по данным переписи 2001 года — 7409 человек, плотность населения — 5,9 чел/км². Административный центр — город Эль-Дорадо-де-Каскалес.

## География
Граничит с кантонами Лаго-Агрио (на востоке), Сукумбиос (на северо-западе) и Гонсало-Писарро (на западе), а также с провинцией Орельяна (на юге) и с Колумбией (на севере).